# Список найкращих легкоатлетів 2016
Нижче представлено список найкращих результатів 2016 року серед чоловіків та жінок у світі, Європі та Україні.
При складанні таблиць не брались до уваги результати, показані атлетами Російської Федерації, у зв'язку із зупиненням 13 листопада 2015 року членства Всеросійської федерації легкої атлетики в ІААФ.

## Чоловіки

### Зимовий сезон
| Дисципліна                                  | Світ                                                                                                | Європа                                                                             | Україна                                                                                         |
| ------------------------------------------- | --------------------------------------------------------------------------------------------------- | ---------------------------------------------------------------------------------- | ----------------------------------------------------------------------------------------------- |
| 50 метрів                                   | 6,00 Адам Швартц Франція Мауро Тріана Іспанія                                                       | 6,00 Адам Швартц Франція Мауро Тріана Іспанія                                      |                                                                                                 |
| 55 метрів                                   | 6,17 Блейк Сміт США                                                                                 | 6,36 Крістіан Ілунга Німеччина                                                     |                                                                                                 |
| 60 метрів                                   | 6,44 (двічі) Асафа Павелл Ямайка                                                                    | 6,50 Річард Кілті Велика Британія                                                  | 6,77 Володимир Супрун Сумська обл.                                                              |
| 200 метрів                                  | 20,43 Крістоф Леметр Франція                                                                        | 20,43 Крістоф Леметр Франція                                                       | 21,66 Віталій Корж Сумська обл.                                                                 |
| 300 метрів                                  | 32,70 Вернон Норвуд США                                                                             | 32,99 Кароль Залевський Польща                                                     | 35,97 Ренат Поліщук Київ                                                                        |
| 400 метрів                                  | 45,20 Брейлон Теплін Гренада                                                                        | 45,44 Павел Маслак Чехія                                                           | 46,91 Євген Гуцол Сумська обл.                                                                  |
| 500 метрів                                  | 59,83 WIB Абдалілех Харун Катар                                                                     | 1.00,93 Марк Інгліш Ірландія                                                       |                                                                                                 |
| 600 метрів                                  | 1.15,51 Боріс Беріан США                                                                            | 1.17,52 Зак Каррен Велика Британія                                                 |                                                                                                 |
| 800 метрів                                  | 1.45,63 Адам Кщот Польща                                                                            | 1.45,63 Адам Кщот Польща                                                           | 1.50,49 Роман Ярко Житомирська обл.                                                             |
| 1000 метрів                                 | 2.14,20 WIR Аянлех Сулейман Джибуті                                                                 | 2.17,02 Теймен Куперс Нідерланди                                                   | 2.39,64 Олексій Касьянов Запорізька обл.                                                        |
| 1500 метрів                                 | 3.34,94 Абдалааті Ігідер Марокко                                                                    | 3.38,25 Мануель Ольмедо Іспанія                                                    | 3.45,66 Володимир Киц Київська обл.                                                             |
| Миля                                        | 3.50,63 Меттью Сентровіц США                                                                        | 3.52,91 Кріс О'Хер Велика Британія                                                 |                                                                                                 |
| 2000 метрів                                 | 5.04,33 Пітер-Ян Ханнес Бельгія                                                                     | 5.04,33 Пітер-Ян Ханнес Бельгія                                                    |                                                                                                 |
| 3000 метрів                                 | 7.38,03 Деджен Гебремескел Ефіопія                                                                  | 7.39,55 Мо Фара Велика Британія                                                    | 8.00,62 Станіслав Маслов Київська обл.                                                          |
| 2 милі                                      | 8.55,24 Давід Нільссон Швеція                                                                       | 8.55,24 Давід Нільссон Швеція                                                      |                                                                                                 |
| 5000 метрів                                 | 13.44,34 Вільям Кінкейд США                                                                         | 13.53,34 Кіран Клементс Велика Британія                                            | 14.13,74 Василь Коваль Житомирська обл.                                                         |
| 50 метрів з бар'єрами                       | 6,93 Янн Фредерік Франція                                                                           | 6,93 Янн Фредерік Франція                                                          |                                                                                                 |
| 55 метрів з бар'єрами                       | 7,13 Джордан Чарльз США                                                                             | 7,79 Луіс Ханслер Німеччина                                                        |                                                                                                 |
| 60 метрів з бар'єрами                       | 7,41 Дімітрі Баску Франція Омар МакЛеод Ямайка                                                      | 7,41 Дімітрі Баску Франція                                                         | 7,70 Сергій Копанайко Київ Артем Шаматрин Дніпропетровська обл.                                 |
| 2000 метрів з перешкодами                   | |                                                                                    | 5.34,23 Василь Коваль Житомирська обл.                                                          |
| 3000 метрів з перешкодами                   | |                                                                                    | 8.40,67 Іван Стребков Тернопільська обл.                                                        |
| 4х200 метрів                                | 1.24,59 Норвегія Карстен Варгольм Йонатан Куарку Евен Мейнзет Джейсума Саіді Ндуре                  | 1.24,59 Норвегія Карстен Варгольм Йонатан Куарку Евен Мейнзет Джейсума Саіді Ндуре | 1.31,60 Черкаська обл. (юніори) Ростислав Шиятий Олександр Савенко Юрій Гончаренко Богдан Щибря |
| 4х400 метрів                                | 3.02,45 США Кайл Клемонс Келвін Сміт Крістофер Джиестінг Вернон Норвуд                              | 3.07,39 Бельгія Ділан Борле Йонатан Борле Робін Вандербемден Кевін Борле           | 3.13,79 Сумська обл. Михайло Тютюнников Віталій Бутрим Олексій Поздняков Євген Гуцол            |
| 4х800 метрів                                | |                                                                                    |                                                                                                 |
| Змішана естафета (1200+400+800+1600 метрів) | 9.27,20 Університет штату Пенсильванія США Джордан Мейкінс Алекс Шіслер Ісайя Харріс Бреннон Кіддер |                                                                                    |                                                                                                 |
| Спортивна хода 3000 метрів                  | 10.58,21 Том Босворт Велика Британія                                                                | 10.58,21 Том Босворт Велика Британія                                               |                                                                                                 |
| Спортивна хода 5000 метрів                  | 18.44,32 Крістофер Лінке Німеччина                                                                  | 18.44,32 Крістофер Лінке Німеччина                                                 | 18.47,55 Руслан Дмитренко Донецька обл.                                                         |
| Стрибки у висоту                            | 2,38 Джанмарко Тамбері Італія                                                                       | 2,38 Джанмарко Тамбері Італія                                                      | 2,30 Андрій Проценко Херсонська обл.                                                            |
| Стрибки з жердиною                          | 6,03 Рено Лавіллені Франція                                                                         | 6,03 Рено Лавіллені Франція                                                        | 5,30 Кирило Кіру Київська обл. Іван Єрьомін Дніпропетровська обл.                               |
| Стрибки в довжину                           | 8,41 Марквіз Денді США                                                                              | 8,26 Грег Резерфорд Велика Британія                                                | 7,91 Сергій Никифоров Київська обл.                                                             |
| Потрійний стрибок                           | 17,41 Донь Бін КНР                                                                                  | 17,14 Макс Хесс Німеччина                                                          | 16,29 Віктор Ястребов Київська обл.                                                             |
| Штовхання ядра                              | 21,78 Томас Волш Нова Зеландія                                                                      | 21,35 Міхал Гаратик Польща                                                         | 18,66 Віктор Самолюк Київська обл.                                                              |
| Метання ваги                                | 23,96 Колін Данбар США                                                                              |                                                                                    |                                                                                                 |
| Семиборство                                 | 6470 Ештон Ітон США                                                                                 | 6172 Олексій Касьянов Україна                                                      | 6172 Олексій Касьянов Запорізька обл.                                                           |

### Літній сезон
| Дисципліна                                  | Світ                                                                                                 | Європа                                                                                | Україна |
| ------------------------------------------- | --- | ------------------------------------------------------------------------------------- | --- |
| 100 метрів                                  | 9,80 Джастін Гетлін США                                                                              | 9,86 ER Джиммі Віко Франція                                                           | 10,10 Сергій Смелик Київ |
| 150 метрів                                  | 14,93 WB Мігель Франсіз Антигуа і Барбуда                                                            |                                                                                       | |
| 200 метрів                                  | 19,74 Лашон Меррітт США                                                                              | 19,81 Чуранді Мартіна Нідерланди                                                      | 20,40 Сергій Смелик Київ |
| 300 метрів                                  | 31,03 Вайде ван Нікерк ПАР                                                                           | 32,48 Бастьян Мутон Швейцарія                                                         | |
| 400 метрів                                  | 43,03 WR Вайде ван Нікерк ПАР                                                                        | 44,48 Метью Хадсон-Сміт Велика Британія                                               | 45,85 Віталій Бутрим Сумська обл. |
| 600 метрів                                  | 1.13,10 Давід Рудіша Кенія                                                                           | 1.13,21 вище європейське досягнення Пьєр-Амбруаз Босс Франція                         | |
| 800 метрів                                  | 1.42,15 Давід Рудіша Кенія                                                                           | 1.43,41 Пьєр-Амбруаз Босс Франція                                                     | 1.46,80 Роман Ярко Житомирська обл. |
| 1000 метрів                                 | 2.13,49 Аянлех Сулейман Джибуті                                                                      | 2.14,30 Марчін Левандовскі Польща                                                     | |
| 1500 метрів                                 | 3.29,33 Асбел Кіпроп Кенія                                                                           | 3.31,74 Мо Фара Велика Британія                                                       | 3.38,61 Володимир Киц Київська обл. |
| Миля                                        | 3.51,48 Асбел Кіпроп Кенія                                                                           | 3.52,64 Чарлі Грайс Велика Британія                                                   | |
| 2000 метрів                                 | 5.08,06 Меконнен Гебремедін Ефіопія                                                                  | 5.16,05 Маєдін Мекіссі-Бенаббад Франція                                               | 5.20,15 Володимир Киц Київська обл. |
| 3000 метрів                                 | 7.28,19 Йоміф Кеджелча Ефіопія                                                                       | 7.32,62 Мо Фара Велика Британія                                                       | 8.12,31 Віталій Рибак Чернівецька обл.                                                                                                 |
| 2 милі                                      | 8.50,12 Ендрю Джордан США                                                                            |                                                                                       | |
| 5000 метрів                                 | 12.59,29 Мо Фара Велика Британія                                                                     | 12.59,29 Мо Фара Велика Британія                                                      | 13.42,84 Микола Нижник Київ |
| 10000 метрів                                | 26.51,11 Йігрем Демелаш Ефіопія                                                                      | 26.53,71 Мо Фара Велика Британія                                                      | 28.27,90 Дмитро Лашин Київська обл. |
| 20000 метрів                                | |                                                                                       | |
| 1 година                                    | |                                                                                       | |
| 25000 метрів                                | |                                                                                       | |
| 30000 метрів                                | |                                                                                       | |
| 110 метрів з бар'єрами                      | 12,98 Омар МакЛеод Ямайка                                                                            | 13,04 Орландо Ортега Іспанія                                                          | 13,74 Сергій Копанайко Київ |
| 400 метрів з бар'єрами                      | 47,73 Керрон Клемент США                                                                             | 47,92 Ясмані Копелло Туреччина                                                        | 50,34 Анатолій Синянський Одеська обл.                                                                                                 |
| 2000 метрів з перешкодами                   | 5.35,63 Джонатан Хопкінс Велика Британія                                                             | 5.35,63 Джонатан Хопкінс Велика Британія                                              | 6.10,64 Богдан Вижиган Миколаївська обл.                                                                                               |
| 3000 метрів з перешкодами                   | 8.00,12 Консеслус Кіпруто Кенія                                                                      | 8.08,15 Маєдін Мекіссі-Бенаббад Франція                                               | 8.36,68 Вадим Слободенюк Рівненська обл.                                                                                               |
| 4x100 метрів                                | 37,27 Ямайка Асафа Павелл Йоган Блейк Нікель Ашмід Усейн Болт                                        | 37,78 Велика Британія Джеймс Дасаолу Адам Джемілі Джеймс Еллінгтон Чиджинду Уджа      | 39,12 Україна Роман Кравцов Запорізька обл. Володимир Супрун Сумська обл. Ігор Бодров Харківська обл. Віталій Корж Сумська обл.        |
| 4x200 метрів                                | 1.19,20 Канада Гейвін Смеллі Брендон Родні Андре де Грассе Аарон Браун                               |                                                                                       | |
| 4x400 метрів                                | 2.57,30 США Арман Холл Тоні Маккей Гіл Робертс Лашон Меррітт                                         | 2.58,52 Бельгія Жульєн Ватрен Йонатан Борле Ділан Борле Кевін Борле                   | 3.03,10 Україна Віталій Бутрим Сумська обл. Володимир Бураков Запорізька обл. Данило Даниленко Волинська обл. Євген Гуцол Сумська обл. |
| 4x800 метрів                                | 7.17,37 Університет штату Пенсильванія США Роббі Кріз Джордан Мейкінс Ісайя Харріс Бреннон Кіддер    | 7.25,17 Спорвегенс ФК Швеція Йохан Вальден Йохан Свенссон Вільям Левай Каллє Берглюнд | 8.15,79 Черкаська обл. (юніори) Сергій Черепнін Олександр Агапов Денис Пьянков Владислав Коваленко                                     |
| 4x1500 метрів                               | |                                                                                       | |
| Змішана естафета (1200+400+800+1600 метрів) | |                                                                                       | |
| Спортивна хода 3000 метрів                  | 11.10,03 Вейн Снаймен ПАР                                                                            | 11.13,94 Алекс Райт Ірландія                                                          | 13.51,57 Юрій Замрига Київська обл. |
| Спортивна хода 5000 метрів                  | 18.38,97 Дейн Берд-Сміт Австралія                                                                    | 18.42,96 Йоанн Дініз Франція                                                          | |
| Спортивна хода 10000 метрів                 | 38.06,28 Мігель Анхель Лопес Іспанія                                                                 | 38.06,28 Мігель Анхель Лопес Іспанія                                                  | 40.58,30 Андрій Гречковський Київська обл.                                                                                             |
| Спортивна хода 20000 метрів                 | 1:24.41,3 Іван Гаррідо Колумбія                                                                      | 1:31.33,20 Уго Андрійо Франція                                                        | |
| Спортивна хода 30000 метрів                 | |                                                                                       | |
| Спортивна хода 50000 метрів                 | |                                                                                       | |
| 10 кілометрів (шосе)                        | 27.15 Джеймс Ндірангу Мвангі Кенія                                                                   | 28.02 Антоніо Абадіа Іспанія                                                          | 28.45 Дмитро Лашин Київська обл. |
| 15 кілометрів (шосе)                        | 41.32 Джеймс Ндірангу Мвангі Кенія                                                                   | 42.03 ER Мо Фара Велика Британія                                                      | |
| 10 миль (шосе)                              | 46.04 Роджерс Чумо Кенія Джон Лангат Кенія                                                           | 47.23 Кріс Томпсон Велика Британія                                                    | 49.10 Андрій Старжинський Вінницька обл.                                                                                               |
| 20 кілометрів (шосе)                        | 56.01 Джеймс Ндірангу Мвангі Кенія                                                                   | 57.09 Алі Кайя Туреччина                                                              | |
| Напівмарафон (шосе)                         | 58.44 Соломон Кірва Йего Кенія                                                                       | 59.59 Мо Фара Велика Британія                                                         | 1:03.23 Дмитро Лашин Київська обл. |
| 25 кілометрів (шосе)                        | 1:12.47 Джеффрі Роно Кенія Вілсон Кіпсанг Кіпротіч Кенія Кененіса Бекеле Ефіопія Сісай Лемма Ефіопія |                                                                                       | |
| 30 кілометрів (шосе)                        | 1:27.13 Стенлі Бівотт Кенія Еліуд Кіпчоґе Кенія                                                      |                                                                                       | |
| Марафон (шосе)                              | 2:03.03 Кененіса Бекеле Ефіопія                                                                      | 2:06.10 Каан Кіген Озбілен Туреччина                                                  | 2:11.05 Сергій Лебідь Київська обл. |
| Екіден (шосе)                               | |                                                                                       | |
| 100 кілометрів (шосе)                       | 6:18.22 Хідеакі Ямаучі Японія                                                                        | 6:33.52 Ваутер Декок Бельгія                                                          | |
| Спортивна хода 10 кілометрів (шосе)         | 40.10 Жун Чжан КНР                                                                                   | 40.27 Мануель Бермудез Хіменес Іспанія                                                | 41.03 Руслан Дмитренко Донецька обл. Ігор Главан Київська обл.                                                                         |
| Спортивна хода 20 кілометрів (шосе)         | 1:18.26 Такахасі Ейкі Японія                                                                         | 1:19.11 Персеус Карлстрьом Швеція                                                     | 1:20.33 Руслан Дмитренко Донецька обл.                                                                                                 |
| Спортивна хода 35 кілометрів (шосе)         | |                                                                                       | 2:32.49 Ігор Главан Київська обл. |
| Спортивна хода 50 кілометрів (шосе)         | 3:37.48 Йоанн Дініз Франція                                                                          | 3:37.48 Йоанн Дініз Франція                                                           | 3:44.02 Ігор Главан Київська обл. |
| Стрибки у висоту                            | 2,40 Мутаз Есса Баршим Катар                                                                         | 2,39 Джанмарко Тамбері Італія                                                         | 2,37 Богдан Бондаренко Харківська обл.                                                                                                 |
| Стрибки з жердиною                          | 6,03 Тьягу Браз да Силва Бразилія                                                                    | 5,98 Рено Лавіллені Франція                                                           | 5,55 Кирило Кіру Київська обл. Владислав Малихін Київська обл.                                                                         |
| Стрибки у довжину                           | 8,58 Джерріон Лоусон США                                                                             | 8,44 Мішель Торнеус Швеція                                                            | 8,11 Сергій Никифоров Київська обл. |
| Потрійний стрибок                           | 17,86 Крістіан Тейлор США                                                                            | 17,20 Макс Хесс Німеччина                                                             | 16,60 Андрій Станчев Київ |
| Штовхання ядра                              | 22,52 Райан Краузер США                                                                              | 21,39 Давід Шторль Німеччина                                                          | 18,80 Віктор Самолюк Київська обл. |
| Метання диска                               | 68,72 Даніель Столь Швеція                                                                           | 68,72 Даніель Столь Швеція                                                            | 66,23 Микита Нестеренко Дніпропетровська обл.                                                                                          |
| Метання молота                              | 82,47 Павел Файдек Польща                                                                            | 82,47 Павел Файдек Польща                                                             | 77,57 Олександр Дриголь Дніпропетровська обл.                                                                                          |
| Метання списа                               | 91,28 Томас Рьолер Німеччина                                                                         | 91,28 Томас Рьолер Німеччина                                                          | 84,08 Дмитро Косинський Київська обл.                                                                                                  |
| Десятиборство                               | 8893 Ештон Ітон США                                                                                  | 8834 Кевін Майєр Франція                                                              | 8077 Олексій Касьянов Запорізька обл.                                                                                                  |

## Жінки

### Зимовий сезон
| Дисципліна                                  | Світ                                                                                                 | Європа                                                                                               | Україна |
| ------------------------------------------- | --- | --- | --- |
| 50 метрів                                   | 6,50 Александра Тот Австрія                                                                          | 6,50 Александра Тот Австрія                                                                          | |
| 55 метрів                                   | 6,84 Джерайя Девіс США                                                                               | 7,06 Сільвія Ністрі Італія                                                                           | |
| 60 метрів                                   | 7,00 Дафне Схіперс Нідерланди                                                                        | 7,00 Дафне Схіперс Нідерланди                                                                        | 7,18 Наталя Погребняк Харківська обл.                                                                                               |
| 200 метрів                                  | 22,45 Фелісія Браун США                                                                              | 23,10 Ребекка Хаазе Німеччина                                                                        | 23,93 Наталія Строгова Луганська обл.                                                                                               |
| 300 метрів                                  | 36,25 Наташа Гастінгс США                                                                            | 36,46 Флорія Гуей Франція                                                                            | 37,75 Єлізавета Бризгіна Луганська обл.                                                                                             |
| 400 метрів                                  | 50,69 Кортні Около США                                                                               | 51,60 Серен Банді-Девіс Велика Британія                                                              | 53,73 Тетяна Мельник Київ |
| 500 метрів                                  | 1.09,35 Карлі Мускаро США                                                                            | 1.10,90 Клейр Муні Ірландія                                                                          | |
| 600 метрів                                  | 1.26,70 Джорджанн Молін США                                                                          | 1.28,91 Хедда Хінне Норвегія                                                                         | |
| 800 метрів                                  | 2.00,01 Франсін Нійонсаба Бурунді                                                                    | 2.00,12 Йоанна Южвік Польща                                                                          | 2.00,36 Наталія Лупу Чернівецька обл.                                                                                               |
| 1000 метрів                                 | 2.39,22 Рената Пліш Польща                                                                           | 2.39,22 Рената Пліш Польща                                                                           | |
| 1500 метрів                                 | 3.56,46 Гензебе Дібаба Ефіопія                                                                       | 4.01,40 Сіфан Гассан Нідерланди                                                                      | 4.19,03 Марія Шаталова Житомирська обл.                                                                                             |
| Миля                                        | 4.13,31 WR Гензебе Дібаба Ефіопія                                                                    | 4.28,40 Сіара Магіен Ірландія                                                                        | |
| 2000 метрів                                 | 6.15,21 Еліза Меггер Польща                                                                          | 6.15,21 Еліза Меггер Польща                                                                          | |
| 3000 метрів                                 | 8.22,50 Гензебе Дібаба Ефіопія                                                                       | 8.49,07 Софія Еннауі Польща                                                                          | 9.17,55 Марія Шаталова Житомирська обл.                                                                                             |
| 5000 метрів                                 | 14.57,18 Бетсі Саіна Кенія                                                                           | 15.08,46 Ясмін Джан Туреччина                                                                        | |
| 50 метрів з бар'єрами                       | 7,31 Полін Летт Франція                                                                              | 7,31 Полін Летт Франція                                                                              | |
| 55 метрів з бар'єрами                       | 7,62 Ембер Х'юз США                                                                                  | 7,97 Карель Зікет Франція                                                                            | |
| 60 метрів з бар'єрами                       | 7,76 Бріанна Роллінс США                                                                             | 7,88 Сінді Роледер Німеччина                                                                         | 8,06 Анна Плотіцина Київська обл.                                                                                                   |
| 2000 метрів з перешкодами                   | | | 6.27,89 Наталія Стребкова Тернопільська обл.                                                                                        |
| 3000 метрів з перешкодами                   | | | 10.09,08 Наталія Стребкова Тернопільська обл.                                                                                       |
| 4х200 метрів                                | 1.35,31 ТФ Ваттеншайд 01 Німеччина Естер Кремер Анне Крістіна Хаак Моніка Запальська Памела Дуткевич | 1.35,31 ТФ Ваттеншайд 01 Німеччина Естер Кремер Анне Крістіна Хаак Моніка Запальська Памела Дуткевич | 1.44,19 Сумська обл. (юніорки) Анастасія Шишняк Анна Цибульник Дарина Маслюк Євгенія Мучарова                                       |
| 4х400 метрів                                | 3.26,38 США Наташа Гастінгс Куанера Хейес Кортні Около Ешлі Спенсер                                  | 3.31,15 Польща Евеліна Птак Малгожата Холуб Магдалена Горжковска Юстина Швенте                       | 3.40,42 Україна Анастасія Лебідь Дніпропетровська обл. Ольга Бібік Київ Анастасія Бризгіна Луганська обл. Джойс Коба Вінницька обл. |
| 4х800 метрів                                | | | |
| Змішана естафета (1200+400+800+1600 метрів) | 10.54,58 Стенфордський університет США Клодія Сондерс Крістін Вільямс Олівія Бейкер Ребекка Мера     | | |
| Спортивна хода 3000 метрів                  | 12.20,77 Брігіта Вірбаліте-Дімсіене Литва                                                            | 12.20,77 Брігіта Вірбаліте-Дімсіене Литва                                                            | 12.49,04 Валентина Мирончук Волинська обл.                                                                                          |
| Спортивна хода 5000 метрів                  | | | 21.46,21 Інна Кашина Сумська обл.                                                                                                   |
| Стрибки у висоту                            | 1,99 Вашті Каннінгем США                                                                             | 1,98 Рут Бейтья Іспанія                                                                              | 1,93 Оксана Окунєва Миколаївська обл. Юлія Чумаченко Миколаївська обл.                                                              |
| Стрибки з жердиною                          | 5,03 WR Дженн Сур США                                                                                | 4,90 Екатеріні Стефаніді Греція                                                                      | 4,40 Марина Килипко Харківська обл.                                                                                                 |
| Стрибки в довжину                           | 7,22 Бріттні Різ США                                                                                 | 7,07 Івана Шпанович Сербія                                                                           | 6,66 Анастасія Мохнюк Київська обл.                                                                                                 |
| Потрійний стрибок                           | 14,69 Юлімар Рохас Венесуела                                                                         | 14,32 Габріела Петрова Болгарія                                                                      | 13,71 Руслана Цихоцька Чернівецька обл.                                                                                             |
| Штовхання ядра                              | 20,21 Мішель Картер США                                                                              | 19,33 Аніта Мартон Угорщина                                                                          | 16,00 Вікторія Клочко Дніпропетровська обл.                                                                                         |
| Метання ваги                                | 24,51 Гвен Беррі США                                                                                 | 22,29 Іда Сторм Швеція                                                                               | |
| П'ятиборство                                | 4881 Бріанн Тайсен-Ітон Канада                                                                       | 4847 Анастасія Мохнюк Україна                                                                        | 4847 Анастасія Мохнюк Київська обл.                                                                                                 |

### Літній сезон
| Дисципліна                                  | Світ | Європа                                                                   | Україна |
| ------------------------------------------- | --- | ------------------------------------------------------------------------ | --- |
| 100 метрів                                  | 10,70 Елейн Томпсон Ямайка                                                                                                | 10,83 Дафне Схіперс Нідерланди                                           | 11,11 Наталя Погребняк Харківська обл.                                                                                                   |
| 200 метрів                                  | 21,78 Елейн Томпсон Ямайка                                                                                                | 21,86 Дафне Схіперс Нідерланди                                           | 22,64 Наталя Погребняк Харківська обл.                                                                                                   |
| 300 метрів                                  | 35,74 Кортні Около США | 36,24 Нікі фон Льоверен Нідерланди                                       | |
| 400 метрів                                  | 49,44 Шона Міллер Багамські Острови                                                                                       | 50,43 Лібанія Гренот Італія                                              | 50,75 Ольга Земляк Київ |
| 600 метрів                                  | 1.27,11 Крістіна Херінг Німеччина                                                                                         | 1.27,11 Крістіна Херінг Німеччина                                        | |
| 800 метрів                                  | 1.55,28 Кастер Семеня ПАР                                                                                                 | 1.57,37 Йоанна Юзвік Польща                                              | 1.58,60 Наталія Прищепа Рівненська обл.                                                                                                  |
| 1000 метрів                                 | 2.34,84 Ангеліка Ціхоцька Польща                                                                                          | 2.34,84 Ангеліка Ціхоцька Польща                                         | 2.37,48 Анастасія Ткачук Запорізька обл.                                                                                                 |
| 1500 метрів                                 | 3.55,22 Лора М'юр Велика Британія                                                                                         | 3.55,22 Лора М'юр Велика Британія                                        | 4.10,51 Наталія Прищепа Рівненська обл.                                                                                                  |
| Миля                                        | 4.14,30 Гензебе Дібаба Ефіопія                                                                                            | 4.19,12 Лора М'юр Велика Британія                                        | 4.56,33 Анастасія Ткачук Запорізька обл.                                                                                                 |
| 2000 метрів                                 | 5.36,80 Алмаз Аяна Ефіопія                                                                                                |                                                                          | 5.51,31 Марія Шаталова Житомирська обл.                                                                                                  |
| 3000 метрів                                 | 8.23,11 Алмаз Аяна Ефіопія                                                                                                | 8.39,47 Каролін Б'єркелі Гровдал Норвегія                                | 9.33,05 Вікторія Калюжна Хмельницька обл.                                                                                                |
| 2 милі                                      | 10.00,38 Вейні Келаті Еритрея                                                                                             |                                                                          | |
| 5000 метрів                                 | 14.12,59 Алмаз Аяна Ефіопія                                                                                               | 14.37,61 Ясмін Джан Туреччина                                            | 15.30,12 Юлія Шматенко Харківська обл.                                                                                                   |
| 10000 метрів                                | 29.17,45 WR Алмаз Аяна Ефіопія                                                                                            | 30.26,41 Ясмін Джан Туреччина                                            | 33.36,79 Ольга Скрипак Київ |
| 20000 метрів                                | |                                                                          | |
| 1 година                                    | |                                                                          | |
| 25000 метрів                                | |                                                                          | |
| 30000 метрів                                | |                                                                          | |
| 100 метрів з бар'єрами                      | 12,20 WR Кендра Харрісон США                                                                                              | 12,62 Сінді Роледер Німеччина                                            | 12,96 Оксана Шкурат Сумська обл. |
| 400 метрів з бар'єрами                      | 52,88 Делайла Мухаммад США                                                                                                | 53,55 Сара Петерсен Данія                                                | 55,00 Анна Тітімець Дніпропетровська обл.                                                                                                |
| 2000 метрів з перешкодами                   | 6.09,46 Геза Краузе Німеччина                                                                                             | 6.09,46 Геза Краузе Німеччина                                            | 6.59,24 Тетяна Палінкаш Хмельницька обл.                                                                                                 |
| 3000 метрів з перешкодами                   | 8.52,78 WR Рут Джебет Бахрейн                                                                                             | 9.18,41 Геза Краузе Німеччина                                            | 9.30,89 Марія Шаталова Житомирська обл.                                                                                                  |
| 4x100 метрів                                | 41,01 США Тіанна Бартолетта Еллісон Фелікс Інгліш Гарднер Торі Боуі                                                       | 41,62 Німеччина Татьяна Пінто Ліза Майєр Джина Люкенкемпер Ребекка Хаазе | 42,36 Україна Олеся Повх Запорізька обл. Наталя Погребняк Харківська обл. Марія Рємєнь Запорізька обл. Єлізавета Бризгіна Луганська обл. |
| 4x200 метрів                                | 1.30,56 Pure Athletics Торі Боуі США Камарія Браун США Тіффані Таунсенд США Шона Міллер Багамські Острови                 |                                                                          | |
| 4x400 метрів                                | 3.19,06 США Кортні Около Наташа Гастінгс Філліс Френсіс Еллісон Фелікс                                                    | 3.24,54 Україна Аліна Логвиненко Ольга Бібік Тетяна Мельник Ольга Земляк | 3.24,54 Україна Аліна Логвиненко Донецька обл. Ольга Бібік Київ Тетяна Мельник Київ Ольга Земляк Київ                                    |
| 4x800 метрів                                | 8.26,02 Джорджтаунський університет Хезер Мартін США Сабріна Саузерленд США Емма Кінен США Сара Шмідт Німеччина           |                                                                          | 9.43,30 Черкаська обл. Марина Мошенець Валентина Михайлик Олена Сокур Вікторія Ніколенко                                                 |
| 4x1500 метрів                               | 17.44,29 Університет Вілланова Белла Бурда США Семмі Буковен США Ніколь Хатчінсон Канада Сайофра Клейрай-Баттнер Ірландія |                                                                          | |
| Змішана естафета (1200+400+800+1600 метрів) | |                                                                          | |
| Спортивна хода 3000 метрів                  | 12.06,05 Ракель Гонзалез Іспанія                                                                                          | 12.06,05 Ракель Гонзалез Іспанія                                         | 14.44,47 Дарина Касян Волинська обл. |
| Спортивна хода 5000 метрів                  | 21.09,04 Ракель Гонзалез Іспанія                                                                                          | 21.09,04 Ракель Гонзалез Іспанія                                         | 23.04,38 Інна Кашина Сумська обл. |
| Спортивна хода 10000 метрів                 | 42.14,12 Ракель Гонзалез Іспанія                                                                                          | 42.14,12 Ракель Гонзалез Іспанія                                         | 46.52,33 Аліна Цвілій Київська обл. |
| Спортивна хода 20000 метрів                 | 1:36.48,6 Сандра Аренас Колумбія                                                                                          | 1:38.37,80 Мілен Ортіз Франція                                           | |
| Спортивна хода 50000 метрів                 | |                                                                          | |
| 10 кілометрів (шосе)                        | 30.24 Віола Чепчумба Кенія                                                                                                | 31.36 Каролін Б'єркелі Гровдал Норвегія                                  | 33.05 Дар'я Михайлова Київська обл. |
| 15 кілометрів (шосе)                        | 46.21 Віола Чепчумба Кенія                                                                                                | 48.40 Ясемін Чан Туреччина                                               | |
| 10 миль (шосе)                              | 51.38 Бузе Діріба Ефіопія                                                                                                 | 53.54 Елізеба Чероно Нідерланди                                          | 55.43 Ольга Котовська Рівненська обл. |
| 20 кілометрів (шосе)                        | 1:02.24 Віола Чепчумба Кенія                                                                                              | 1:06.30 Катаржина Ковальська Польща                                      | |
| Напівмарафон (шосе)                         | 1:05.51 Віола Чепчумба Кенія                                                                                              | 1:09.58 Крістель Доне Франція                                            | 1:12.20 Юлія Шматенко Херсонська обл. |
| 25 кілометрів (шосе)                        | 1:22.17 Аберу Кебеде Ефіопія                                                                                              |                                                                          | |
| 30 кілометрів (шосе)                        | 1:38.42 WR Аберу Кебеде Ефіопія                                                                                           | 1:43.13 Ольга Мазуренок Білорусь                                         | |
| Марафон (шосе)                              | 2:19.41 Тірфі Цегайе Ефіопія                                                                                              | 2:23.54 Ольга Мазуренок Білорусь                                         | 2:34.57 Ганна Носенко Донецька обл. |
| Екіден (шосе)                               | |                                                                          | |
| 100 кілометрів (шосе)                       | 7:29.04 Ніле Альдер-Беренс Німеччина                                                                                      | 7:29.04 Ніле Альдер-Беренс Німеччина                                     | |
| Спортивна хода 5 кілометрів (шосе)          | 22.03 Марія Перес Іспанія                                                                                                 | 22.03 Марія Перес Іспанія                                                | |
| Спортивна хода 10 кілометрів (шосе)         | 43.13 Ракель Гонзалез Іспанія                                                                                             | 43.13 Ракель Гонзалез Іспанія                                            | 44.08 Надія Боровська Волинська обл. |
| Спортивна хода 20 кілометрів (шосе)         | 1:25.56 Лю Хун КНР | 1:28.03 Еліза Ріґаудо Італія                                             | 1:30.34 Інна Кашина Сумська обл. |
| Спортивна хода 50 кілометрів (шосе)         | 4:34.01 Кан Чжоу КНР | 4:39.09 Ксенія Радько Україна                                            | 4:39.09 Ксенія Радько Сумська обл. |
| Стрибки у висоту                            | 2,01 Шанте Лоу США | 2,00 Марі-Лауренс Юнгфляйш Німеччина                                     | 1,97 Оксана Окунєва Миколаївська обл. |
| Стрибки з жердиною                          | 5,00 Сенді Морріс США | 4,86 Екатеріні Стефаніді Греція                                          | 4,65 NR Марина Килипко Харківська обл.                                                                                                   |
| Стрибки у довжину                           | 7,31 Бріттні Різ США | 7,16 Состене Могенара Німеччина                                          | 6,93 Марина Бех Хмельницька обл. |
| Потрійний стрибок                           | 15,17 Катерін Ібаргуен Колумбія                                                                                           | 14,73 Параскеві Папахрісту Греція                                        | 14,41 Руслана Цихоцька Чернівецька обл.                                                                                                  |
| Штовхання ядра                              | 20,63 Мішель Картер США                                                                                                   | 20,17 Крістіна Шваніц Німеччина                                          | 18,45 Ольга Голодна Київська обл. |
| Метання диска                               | 70,88 Сандра Перкович Хорватія                                                                                            | 70,88 Сандра Перкович Хорватія                                           | 62,93 Наталя Семенова Донецька обл. |
| Метання молота                              | 82,98 WR Аніта Влодарчик Польща                                                                                           | 82,98 ER Аніта Влодарчик Польща                                          | 72,23 Ірина Климець Волинська обл. |
| Метання списа                               | 67,11 Марія Андрейчик Польща                                                                                              | 67,11 Марія Андрейчик Польща                                             | 62,82 Катерина Дерун Київська обл. |
| Семиборство                                 | 6810 Нафіссату Тіам Бельгія                                                                                               | 6810 Нафіссату Тіам Бельгія                                              | 6099 Аліна Шух Київська обл. |
| Десятиборство                               | |                                                                          | |